# Pitiscus (cratère)
Pitiscus est un cratère lunaire situé sur la face visible de la Lune. Il est situé au nord des cratères Ideler et Breislak. Le cratère Pitiscus a un terrain recouvert par de la lave. Il y a un petit pic central. Le contour nord du cratère est coupé par le cratère satellite « Pitiscus A ». Plusieurs craterlets sont visibles le long de la paroi intérieure orientale du cratère.
En 1935, l'Union astronomique internationale lui a attribué le nom de Pitiscus en l'honneur de l'astronome allemand Bartholemaeus Pitiscus. 
Le cratère Pitiscus possède un certain nombre de cratères satellites identifiés avec des lettres.
| Pitiscus | Latitude | Longitude | Diamètre |
| -------- | -------- | --------- | -------- |
| A        | 50.3° S  | 30.9° E   | 10 km    |
| B        | 47.7° S  | 30.5° E   | 25 km    |
| C        | 47.1° S  | 28.3° E   | 17 km    |
| D        | 49.0° S  | 26.5° E   | 22 km    |
| E        | 50.9° S  | 29.3° E   | 13 km    |
| F        | 46.9° S  | 29.5° E   | 13 km    |
| G        | 47.6° S  | 25.2° E   | 15 km    |
| J        | 48.2° S  | 26.5° E   | 7 km     |
| K        | 46.3° S  | 29.9° E   | 16 km    |
| L        | 51.2° S  | 33.6° E   | 9 km     |
| R        | 48.6° S  | 28.3° E   | 25 km    |
| S        | 47.7° S  | 27.6° E   | 28 km    |
| T        | 46.9° S  | 27.9° E   | 8 km     |
| U        | 48.9° S  | 33.3° E   | 6 km     |
| V        | 49.3° S  | 34.3° E   | 5 km     |
| W        | 50.3° S  | 27.7° E   | 24 km    |